# Andrei Nikolajewitsch Korff

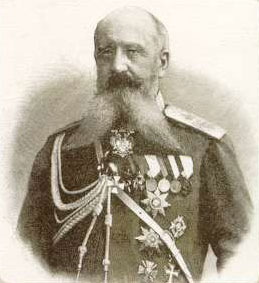
Baron Andrei Nikolajewitsch Korff

Baron Andrei Nikolajewitsch Korff (russisch Андрей Николаевич Корф;  * 10. Julijul. / 22. Juli 1831greg.; † 24. Januarjul. / 5. Februar 1893greg. in Chabarowsk) war  ein russischer General der Infanterie und Generalgouverneur des Amurgebietes.

## Leben
Andrei, Spross des kurländischen Zweigs aus dem westfälischen Adelsgeschlecht Korff, absolvierte die Sankt Petersburger Militärakademie Pagenkorps. Ab Mai 1849 diente er als Fähnrich, ab Dezember 1852 als Leutnant, ab April 1854 als Oberleutnant und ab August 1855 als Hauptmann. 1856 kommandierte Andrei Korff die Offiziersschützenschule. Ab August 1857 nahm er als Hauptmann am Kaukasuskrieg teil. In Tschetschenien wurde Andrei Korff bei Wedeno (Dorf, etwa 55 km südöstlich von Grosny) verwundet und im Juni 1859 mit dem Orden des Heiligen Georg dekoriert.
1861 wurde er Oberst und kommandierte 1865 das 99. Iwangoroder Infanterie-Regiment. Als Generalmajor befehligte Andrei Korff 1869 das Litauer Leibgarde-Regiment. 1873–1879 kommandierte er etliche Brigaden und Divisionen – zum Beispiel in Warschau. 1878 wurde er Generalleutnant.
Vom 14. Juli 1884 bis 6. Februar 1892 war Andrei Korff der Generalgouverneur des Amurgebietes und Kommandeur des Amur-Militärbezirkes. Dazu gehörten die Gebiete Wladiwostok, Blagoweschtschensk, Tschita und die Insel Sachalin. Zudem war er Ataman der Amur- und Ussuri-Kosaken.
Einerseits rief Andrei Korffs Härte gegen politische Häftlinge in der Katorga Kara internationale Proteste hervor, doch andererseits machte sich der General in seiner Dienstzeit um die Entwicklung der Region verdient – zum Beispiel bei der Besiedelung der Ussuri-Region, dem Kohleabbau auf Sachalin, der Fischerei in den pazifischen Randmeeren und beim Artenschutz auf den Kommandeurinseln. Andrei Korff kümmerte sich um die Schulbildung, trieb die orthodoxe Missionierung der einheimischen Sibirier (Nichtrussen) voran und förderte den Handel mit Japan und China.

## Weitere Orden
Russische
- Alexander-Newski-Orden
- Kaiserlich-Königlicher Orden vom Weißen Adler
- Orden des Heiligen Wladimir
- Russischer Orden der Heiligen Anna
- Sankt-Stanislaus-Orden

Ausländische
- Königlicher Kronen-Orden (Preußen)
- Franz-Joseph-Orden
- Ritterorden der hl. Mauritius und Lazarus
- Dannebrogorden
- Erlöser-Orden

## Ehrung und Gedenken
- Ehrenbürger von Wladiwostok und Chabarowsk.

Namensgebungen:
- Korff-Bay[10] auf Kamtschatka an der Küste des Beringmeeres,
- Korff[11] – Dorf im Nordosten Kamtschatkas,
- Korfowo[12] – Dorf in der Nähe von Tambowka (Amur),
- Korfowski – Siedlung in der Region Chabarowsk
- Korfowka[13] – Dorf bei Ussurijsk und
- Station Korfowskaja an der Dalnewostotschnaja schelesnaja doroga.

## Anmerkung
1. ↑  russifizierte Namensform: Корф = Korf.